# Thekla von Hünerbein
Thekla Freiin von Hünerbein (* 26. April 1840 in Berlin; † 31. März 1902 in Stettin) war eine deutsche Diakonisse. Sie war Gründerin und Oberin des Diakonissenhauses Stift Salem in Stettin. 
Geboren als Tochter eines preußischen Offiziers und Enkelin des Generals Friedrich Heinrich Karl von Hünerbein, trat sie 1866 in das Central-Diakonissen-Haus Bethanien in Berlin ein.
Doch bereits 1868 eröffnete sie gemeinsam mit einer weiteren Diakonisse in Stettin ein Heim („Rettungshaus“) für verwahrloste und elternlose Mädchen. Diese Einrichtung baute Thekla von Hünerbein in den folgenden Jahren weiter aus: 1869 wurde, in Anwesenheit von Kronprinz Friedrich Wilhelm, der Grundstein für ein eigenes großes Gebäude gelegt. 1871 konnte es eingeweiht werden. 1876 war die Einrichtung unter dem Namen Diakonissenhaus Stift Salem ein Diakonissenmutterhaus. 1893 hatte das Diakonissenhaus 40 Schwestern und 97 Zöglinge. 
Sie führte das Diakonissenhaus mit soldatischer Strenge. Im Jahre 1902 starb sie nach längerer Krankheit. 